# Brillia laculata
Brillia laculata is een muggensoort uit de familie van de dansmuggen (Chironomidae). De wetenschappelijke naam van de soort is voor het eerst geldig gepubliceerd in 1983 door Oliver and Roussel.